# Festival Eurovisão da Canção 1976
O Festival Eurovisão da Canção 1976 (em inglês: Eurovision Song Contest 1976, em francês: Concours Eurovision de la chanson 1976 e em holandês: Eurovisiesongfestival 1976)  foi o 21º Festival Eurovisão da Canção e realizou-se a 3 de abril de 1976 em Haia, nos Países Baixos. Corry Brokken foi a apresentadora, tornando-se assim na primeira ex-participante a viver a experiência de apresentar o Festival Eurovisão da Canção. O concurso foi ganho pelo grupo Brotherhood of Man que representou o Reino Unido, com a canção "Save Your Kisses for Me", que se converteu num grande êxito, vendendo seis milhões de exemplares, sendo o tema vencedor de Eurovisão mais vendido até hoje.

## Local

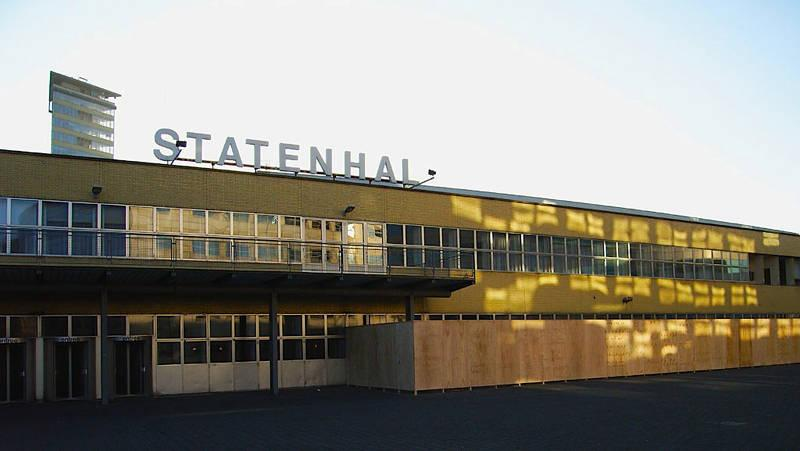
O Congresgebouw, em Haia, nos Países Baixos.

O Festival Eurovisão da Canção 1976 ocorreu em Haia, nos Países Baixos. Haia é a terceira mais populosa cidade dos Países Baixos (depois de Amesterdão e Roterdão), com uma população de 489 375 (2010) (população da área metropolitana: 600 000) e com uma área aproximada de 100 quilômetros quadrados. Está localizada no oeste do país, na província da Holanda do Sul, da qual também é capital. A cidade da Haia, assim como Amesterdão, Roterdão e Utrecht, é parte do conglomerado urbano de Randstad, com uma população cerca de 7,6 milhões habitantes. A Haia é a sede de facto do governo do país: todavia, oficialmente, não é a capital dos Países Baixos, pois, de acordo com a constituição, a capital é Amesterdão. A Haia é a sede do Eerste Kamer (primeira câmara) e da Tweede Kamer (segunda câmara), respetivamente as câmaras alta e baixa, que formam o Staten Generaal (literalmente, os "Estados Gerais"). O rei Guilherme Alexandre dos Países Baixos vive e trabalha na Haia. Todas as embaixadas e ministérios estão localizados na cidade, assim como a Hoge Raad der Nederlanden (A Suprema Corte), o Raad van State (Conselho do Estado) e muitas organizações lobistas.
O festival em si realizou-se no Congresgebouw, este era um local de concertos e centro de convenções em Haia, Países Baixos, perto dos edifícios do Tribunal Penal Internacional para a ex-Jugoslávia, da Organização para a Proibição de Armas Químicas e um dos escritórios administrativos do Bacharelado Internacional. Foi inaugurado em 1969 e foi projetado no estilo funcional holandês pelo arquiteto Jacobus Johannes Pieter Oud. O seu filho, Hans Oud, completou a construção após a morte de seu pai em 1963. Em 2006, uma parte do centro de convenções, incluindo o Statenhal, foi demolida para dar lugar ao edifício da Europol. Muitos concertos e festivais foram realizados lá antes, como o Festival de Jazz do Mar do Norte, e os Festivais Eurovisão da Canção de 1976 e 1980.

## Formato
Suécia,Malta e Turquia se retiraram da competição,reduzindo o número de países participantes para 16.Este número subiu para 18,quando em um estágio tardio Áustria e Grécia,anunciaram seus retornos.
Malta iria participar com a canção "Sing Your Song, Country Boy", interpretada por Enzo Guzman, mas desistiu por razões desconhecidas, O país só voltaria ao certame em 1991.
No ano anterior,um debate acalorado surgiu na Suécia sobre a participação do país na Eurovisão devido aos custos organizacionais e operacionais daquela edição e com isso a emissora local não teria condições de bancar a participação sueca do ano seguinte.Além disso,a SR,estava sob fogo cruzado da opinião pública local,sob as alegações de que a Eurovisão se tornou "comercial demais". Somados estes fatores,não restou a emissora desistir de sua participação. Como resultado, a EBU decidiu modificar as regras do concurso: a partir de agora, cada emissora teria que pagar uma parte. Isso permitiu que a emissora anfitriã não assumisse mais os custos organizacionais completos.
A Turquia seria o participante de número 17,mas foi forçada a desistir de sua participação em protesto a participação grega,a música  "Panagia Mou, Panagia Mou" (Minha senhora,minha senhora) que falava abertamente da Invasão Turca no Chipre,ocorrida em 1974 e criticava explicitamente a política externa do país.A emissora turca TRT transmitiu a final em delay no dia 3 de abril daquele ano.Entretanto,a participação grega foi censurada e durante a sua apresentação foi apresentada a canção "Memleketim" (literalmente "Minha terra",que é a versão turca da tradicional música yiddish  "Rabbi Elimelekh") que se tornou um dos hinos da invasão turca na ilha.Devido a isto,a Turquia ficou ausente do festival por dois anos.
Uma outra regra importante do concurso foi alterada: pela primeira vez, a reprodução instrumental foi permitida, mas desde que certas passagens da composição não pudessem ser reproduzidas pela orquestra.
Notavelmente,esta edição teve um dos maiores esquemas de segurança da história do Festival até então.Foram montadas diversas barreiras de segurança no perímetro do Centro de Congressos e mais de 200 policiais e militares estavam a paisana pela cidade.Para evitar desgastes,as delegações estavam hospedadas em um hotel dentro do complexo e iriam para o Congresgebouw por um túnel conectado aos bastidores.O controle de entrada era tão restrito que as autoridades sabiam a identidade de cada pessoa que estava dentro do auditório. 

## Visual
O vídeo introdutório mostrou paisagens turísticas dos Países Baixos, intercaladas com placas e sinalizações de trânsito que indicam a direção da cidade, aviões, comboios e autocarros e, finalmente, os episódios da vida social e cultural. Também foi mostrada a chegada da rainha Juliana dos Países Baixos à abertura anual dos Estados Gerais que acontecem anualmente na cidade. O vídeo termina com várias vistas exteriores e interiores do Congresgebouw.
A orquestra, dirigida por Jan Steulen, ficava ao pé do palco e cercada por um recinto luminoso. O quadro de votação e a mesa do supervisor foram instalados à direita do palco. Combinou três elementos distintos: Primeiro, no chão, um círculo enorme e de cor preta. A metade da frente do círculo foi fixada e decorada com um círculo vermelho menor. A metade traseira tinha três partes móveis, retrateis no chão e cada uma alinhada com uma faixa de luz. Essas três partes podem surgir de forma independente, para criar um pódio de um, dois ou três pessoas. Em segundo lugar, pendurado, um quatro com barras verticais de forma retangular, sete barras horizontais de forma trapezoidal, um semicírculo e um disco. As quatro barras verticais formaram a armação do palco. As sete barras horizontais e o semicírculo se juntaram para criar uma forma oval. Todos esses elementos eram articulados, móveis e iluminados por dentro. Para cada atuação, formaram figuras diferentes e assumiram novas cores. Terceiro, um fundo neutro que também tomou cores diferentes para cada atuação. O palco foi da autoria de Roland de Groot, que já tinha projetado o palco do Festival Eurovisão da Canção 1970.
A apresentadora foi Corry Brokken, vencedora do Festival Eurovisão da Canção 1957, que falou aos espectadores em holandês, inglês e francês.
Todos os participantes receberam flores ao final de suas participações
Os cartões postais mostravam os artistas passeando em locais turísticos de seu país, geralmente na capital. Todos os vídeos também incluíram um plano de perfil do participante.
O intervalo foi ocupado pelo  The Dutch Swing College Band, um grupo cujos membros eram de Aruba,dos Países Baixos Caribenhos e do Suriname.
Pela primeira vez na história do concurso, os artistas eram entrevistados nos bastidores. Durante o intervalo, o apresentador Hans von Willigenburg fez duas perguntas, querendo saber se estavam satisfeitos com a sua atuação e qual música preferiam. Todos os artistas se declararam felizes pela sua atuação. Catherine Ferry disse que a sua música favorita era a do Reino Unido; Ruthie Holzman e Braulio elogiaram os seus concorrentes; Waterloo & Robinson elogiaram a Jugoslávia; e Pierre Rapsat hesitou entre Mónaco, a França, Portugal e Grécia.

## Votação
Cada país tinha um júri composto por 11 elementos, que atribuiu 12, 10, 8, 7, 6, 5, 4, 3, 2, 1 pontos às dez canções mais votadas.
O supervisor delegado pela UER foi, mais uma vez, Clifford Brown.
Durante a votação do júri francês, a escrutinadora da EBU acidentalmente não contabilizou os 4 pontos dados à Jugoslávia, assim, durante muitos anos,só eram contabilizados os 6 pontos dados por outros jurados.
Durante a votação,as cameras focalizavam aqueles artistas que lideravam a votação naquele momento,o que aconteceu com Catherine Ferry, Brotherhood of Man, Mariza Koch, Mary Christy, Al Bano e Romina Power.

## Participações individuais
Predefinição:Participações Individuais ESC1976

## Participações

Países participantes

| País          | Título original da Canção                             | Artista                  | Processo                                                | Data da Selecção        |
| País          | Tradução em Português                                 | Idiomas de Interpretação | Processo                                                | Data da Selecção        |
| ------------- | ----------------------------------------------------- | ------------------------ | ------------------------------------------------------- | ----------------------- |
| Alemanha      | "Sing Sang Song"                                      | Les Humphries Singers    | Ein lied für Den Haag 1976                              | 1 de fevereiro de 1976  |
| Alemanha      | Canta, cantei, canção                                 | Alemão & Inglês          | Ein lied für Den Haag 1976                              | 1 de fevereiro de 1976  |
| Áustria       | "My Little World"                                     | Waterloo & Robinson      | Seleção Interna                                         | -                       |
| Áustria       | O meu pequeno mundo                                   | Inglês                   | Seleção Interna                                         | -                       |
| Bélgica       | "Judy et Cie"                                         | Pierre Rapsat            | Avant-Première Eurovision 1976                          | 21 de janeiro de 1976   |
| Bélgica       | Judy e Companhia                                      | Francês                  | Avant-Première Eurovision 1976                          | 21 de janeiro de 1976   |
| Espanha       | "Sobran las palabras"                                 | Braulio                  | Eurofestival 1976                                       | 15 de fevereiro de 1976 |
| Espanha       | Sobram as palavras                                    | Castelhano               | Eurofestival 1976                                       | 15 de fevereiro de 1976 |
| Finlândia     | "Pump-Pump"                                           | Fredi & Ystävät          | Euroviisut 1976                                         | 31 de janeiro de 1976   |
| Finlândia     | Pump-Pump                                             | Inglês                   | Euroviisut 1976                                         | 31 de janeiro de 1976   |
| França        | "Un, deux, trois"                                     | Catherine Ferry          | Concours de la Chanson Française pour l'Eurovision 1976 | 29 de fevereiro de 1976 |
| França        | Um Dois, Três                                         | Francês                  | Concours de la Chanson Française pour l'Eurovision 1976 | 29 de fevereiro de 1976 |
| Grécia        | "Panayia Mou, Panayia Mou" (Παναγιά μου, Παναγιά μου) | Mariza Koch              | Seleção interna                                         | -                       |
| Grécia        | Minha Virgem, Minha Virgem                            | Grego                    | Seleção interna                                         | -                       |
| Irlanda       | "When"                                                | Red Hurley               | Irish Final 1976                                        | 8 de fevereiro de 1976  |
| Irlanda       | Quando                                                | Inglês                   | Irish Final 1976                                        | 8 de fevereiro de 1976  |
| Israel        | "Emor Shalom" (אמור שלום)                             | Chocolate, Menta, Mastik | Seleção interna                                         | -                       |
| Israel        | Diz Olá                                               | Hebreu                   | Seleção interna                                         | -                       |
| Itália        | "We'll live it all again (lo rivivrei)"               | Al Bano & Romina Power   | Seleção interna                                         | -                       |
| Itália        | Nós reviveremos de novo                               | Inglês & Italiano        | Seleção interna                                         | -                       |
| Iugoslávia    | "Ne mogu skriti svoju bol"                            | Ambasadori               | Pjesma Eurovizije 1976                                  | 21 de fevereiro de 1976 |
| Iugoslávia    | Eu não posso esquecer a minha dor                     | Bósnio                   | Pjesma Eurovizije 1976                                  | 21 de fevereiro de 1976 |
| Luxemburgo    | "Chansons pour ceux qui s'aiment"                     | Jürgen Marcus            | Finale luxembourgeoise 1976                             | -                       |
| Luxemburgo    | Canções para aqueles que se amam                      | Francês                  | Finale luxembourgeoise 1976                             | -                       |
| Mónaco        | "Toi, la Musique et moi"                              | Mary Christy             | Seleção interna                                         | -                       |
| Mónaco        | Tu, a Música e Eu                                     | Francês                  | Seleção interna                                         | -                       |
| Noruega       | "Mata Hari"                                           | Anne-Karine Strøm        | Melodi Grand Prix 1976                                  | 7 de fevereiro de 1976  |
| Noruega       | Mata Hari                                             | Inglês                   | Melodi Grand Prix 1976                                  | 7 de fevereiro de 1976  |
| Países Baixos | "The Party's Over"                                    | Sandra Reemer            | Nationaal Songfestival 1976                             | 18 de fevereiro de 1976 |
| Países Baixos | A Festa acabou                                        | Inglês                   | Nationaal Songfestival 1976                             | 18 de fevereiro de 1976 |
| Portugal      | "Uma flor de verde pinho"                             | Carlos do Carmo          | Uma Canção Para A Europa 1976                           | 7 de março de 1976      |
| Portugal      | Uma flor de verde pinho                               | Português                | Uma Canção Para A Europa 1976                           | 7 de março de 1976      |
| Reino Unido   | "Save Your Kisses for Me"                             | Brotherhood of Man       | A song for Europe 1976                                  | 25 de fevereiro de 1976 |
| Reino Unido   | Guarda os teus beijos para mim                        | Inglês                   | A song for Europe 1976                                  | 25 de fevereiro de 1976 |
| Suíça         | "Djambo, Djambo"                                      | Peter, Sue and Marc      | Finale Svizzera 1976                                    | 14 de janeiro de 1976   |
| Suíça         | Djambo, Djambo                                        | Inglês                   | Finale Svizzera 1976                                    | 14 de janeiro de 1976   |

## Festival
| #   | País            | Idioma            | Artista                  | Canção                                                | Lugar | Pontuação |
| --- | --------------- | ----------------- | ------------------------ | ----------------------------------------------------- | ----- | --------- |
| 1º  | Reino Unido     | Inglês            | Brotherhood of Man       | "Save Your Kisses for Me"                             | 1º    | 164       |
| 2º  | Suíça           | Inglês            | Peter, Sue & Marc        | "Djambo, Djambo"                                      | 4º    | 91        |
| 3º  | Alemanha        | Alemão & Inglês   | Les Humphries Singers    | "Sing Sang Song"                                      | 15º   | 12        |
| 4º  | Israel          | Hebraico          | Chocolate, Menta, Mastik | "Emor Shalom" (אמור שלום)                             | 6º    | 77        |
| 5º  | Luxemburgo      | Francês           | Jürgen Marcus            | "Chansons pour ceux qui s'aiment"                     | 14º   | 17        |
| 6º  | Bélgica         | Francês           | Pierre Rapsat            | "Judy et Cie"                                         | 8º    | 68        |
| 7º  | Irlanda         | Inglês            | Red Hurley               | "When"                                                | 10º   | 54        |
| 8º  | Países Baixos   | Inglês            | Sandra Reemer            | "The Party's Over"                                    | 9º    | 56        |
| 9º  | Noruega         | Inglês            | Anne-Karine Strøm        | "Mata Hari"                                           | 18º   | 7         |
| 10º | Grécia          | Grego             | Mariza Koch              | "Panayia Mou, Panayia Mou" (Παναγιά μου, Παναγιά μου) | 13º   | 20        |
| 11º | Finlândia       | Inglês            | Fredi & Ystävät          | "Pump-Pump"                                           | 11º   | 44        |
| 12º | Estado espanhol | Castelhano        | Braulio                  | "Sobran las palabras"                                 | 16º   | 11        |
| 13º | Itália          | Inglês & Italiano | Al Bano & Romina Power   | "We'll live it all again (lo rivivrei)"               | 7º    | 69        |
| 14º | Áustria         | Inglês            | Waterloo & Robinson      | "My Little World"                                     | 5º    | 80        |
| 15º | Portugal        | Português         | Carlos do Carmo          | "Uma flor de verde pinho"                             | 12º   | 24        |
| 16º | Mónaco          | Francês           | Mary Christy             | "Toi, la Musique et moi"                              | 3º    | 93        |
| 17º | França          | Francês           | Catherine Ferry          | "Un, deux, trois"                                     | 2º    | 147       |
| 18º | Iugoslávia      | Bósnio            | Ambasadori               | "Ne mogu skriti svoju bol"                            | 17º   | 10        |

### Galeria

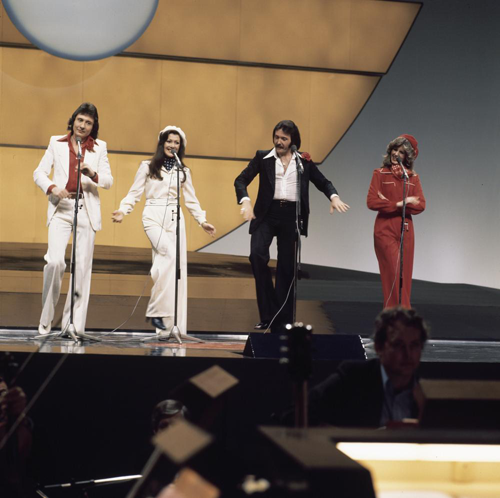
Brotherhood of Man
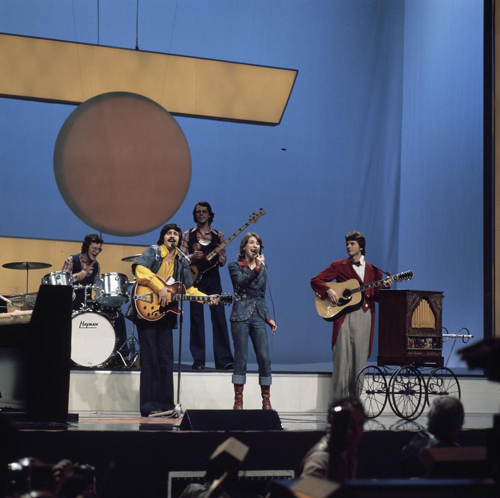
Peter, Sue & Marc
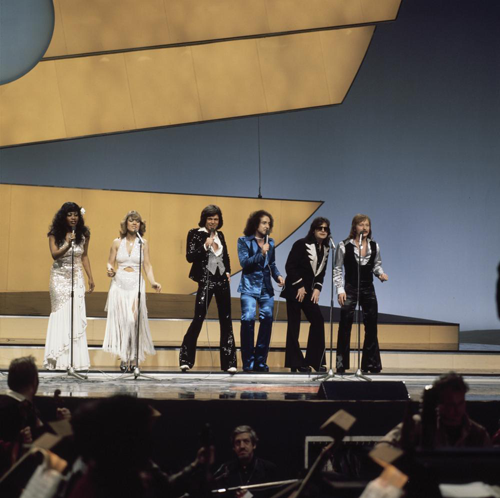
Les Humphries Singers
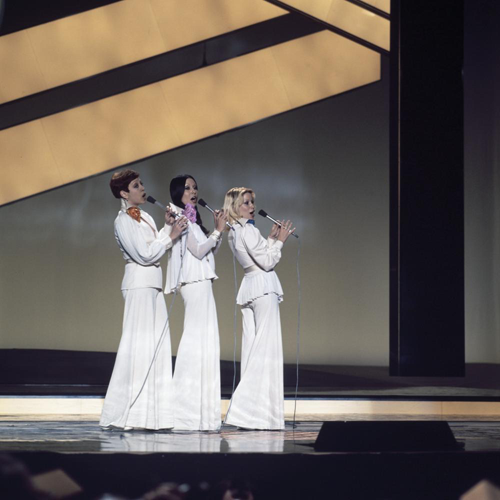
Chocolate, Menta, Mastik
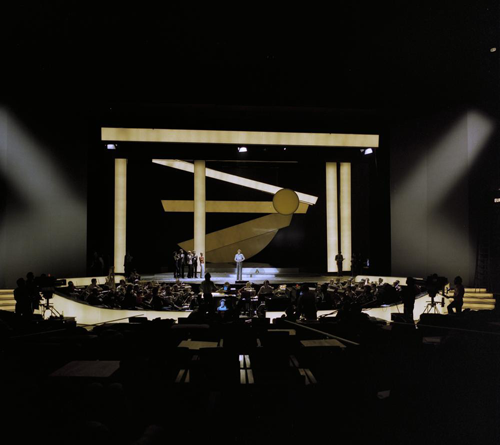
Jürgen Marcus
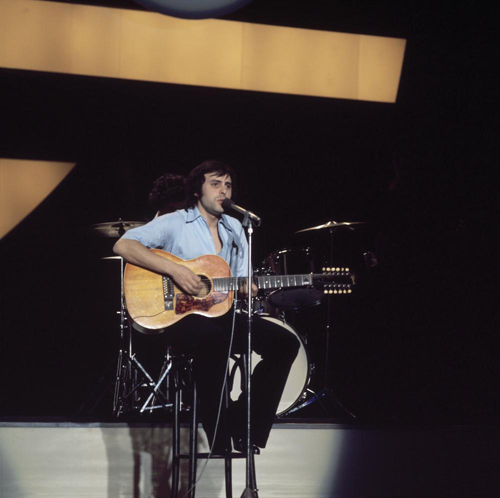
Pierre Rapsat
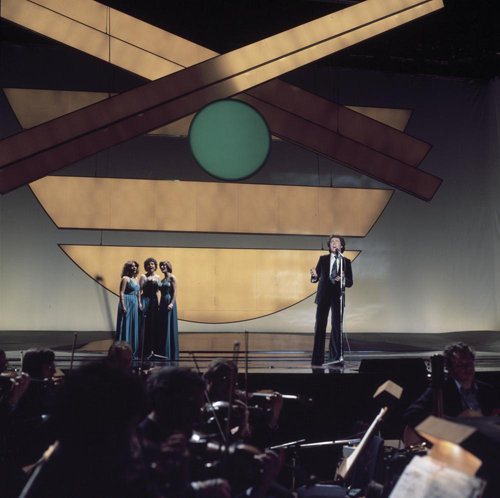
Red Hurley
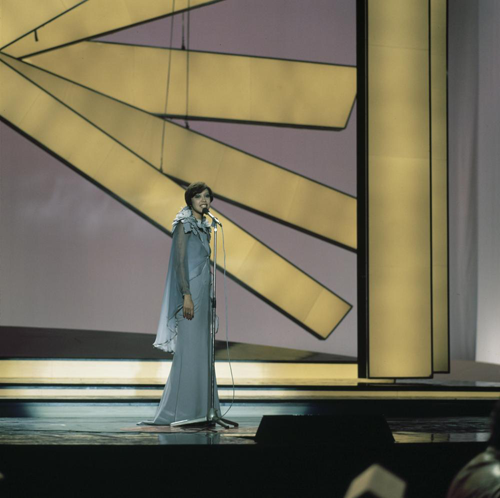
Sandra Reemer
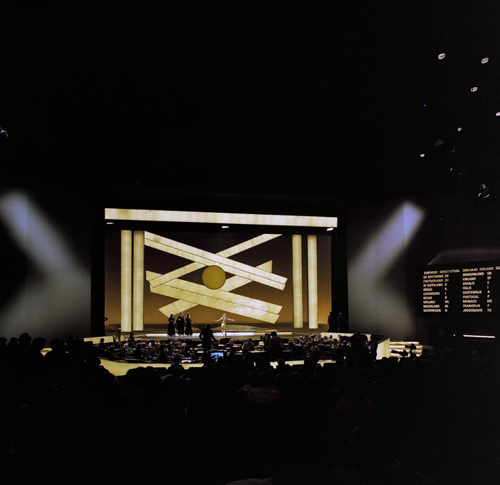
Anne-Karine Strøm
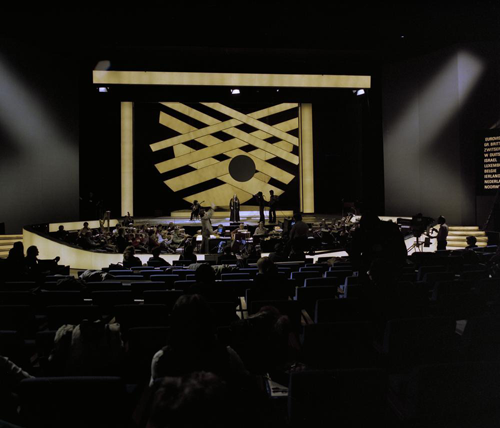
Mariza Koch
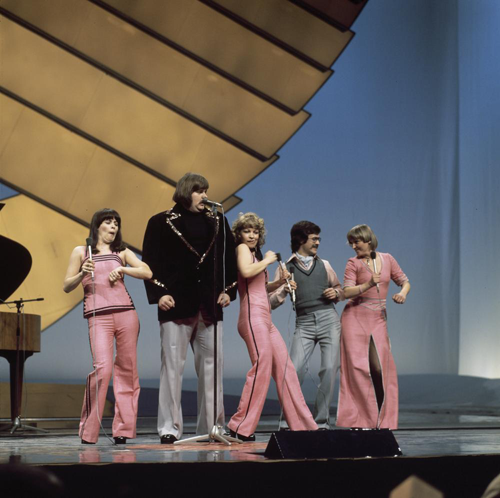
Fredi & Ystävät
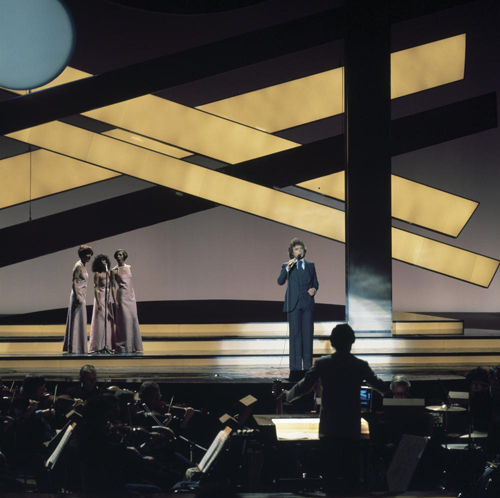
Braulio
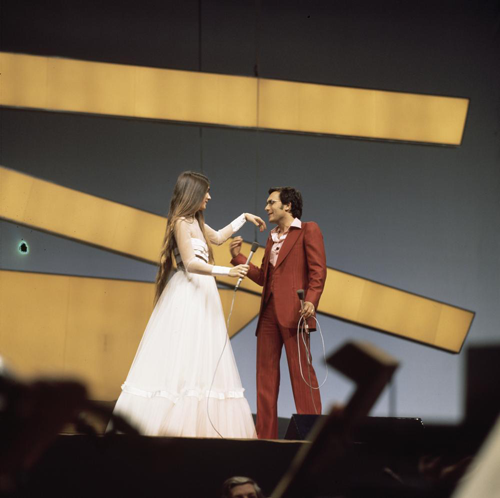
Al Bano & Romina Power
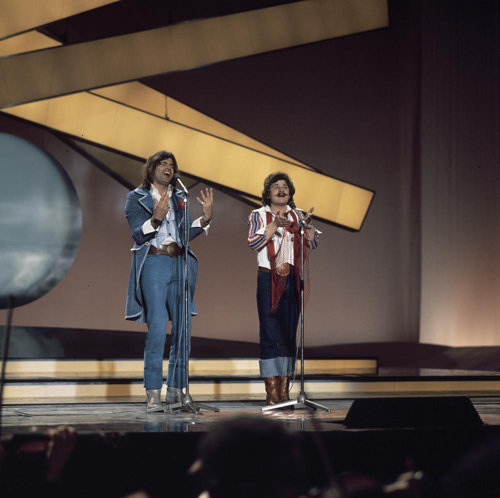
Waterloo & Robinson
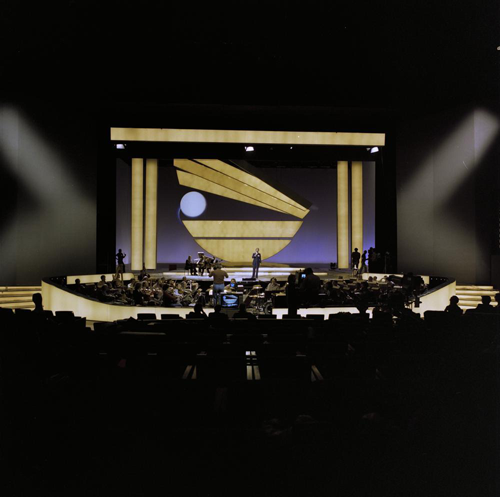
Carlos do Carmo
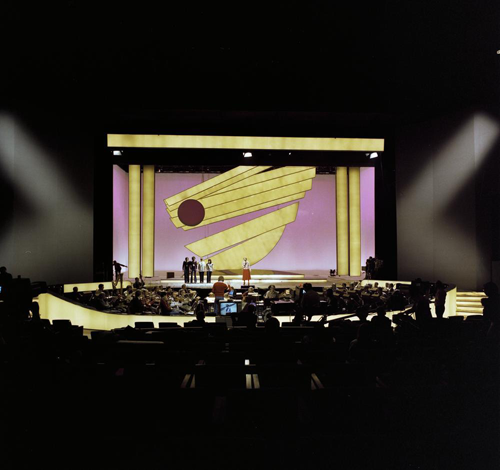
Mary Christy
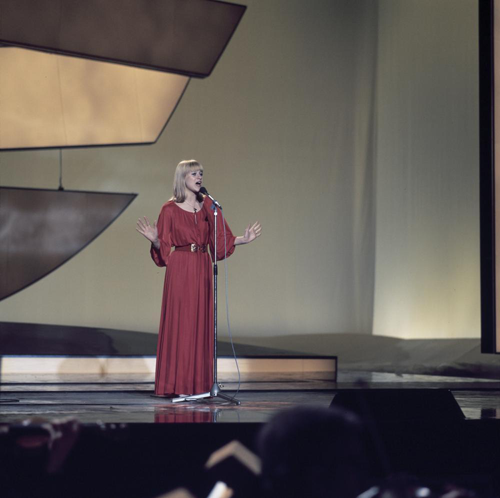
Catherine Ferry
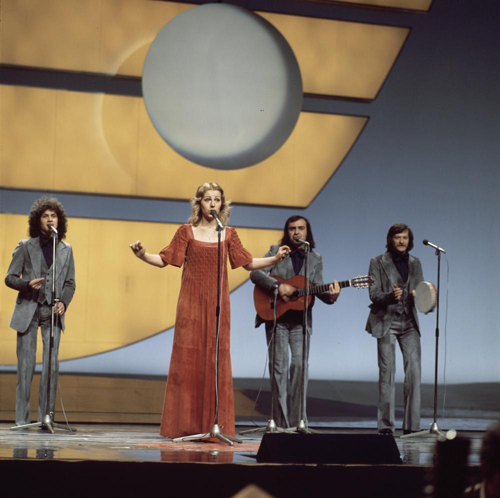
Ambasadori
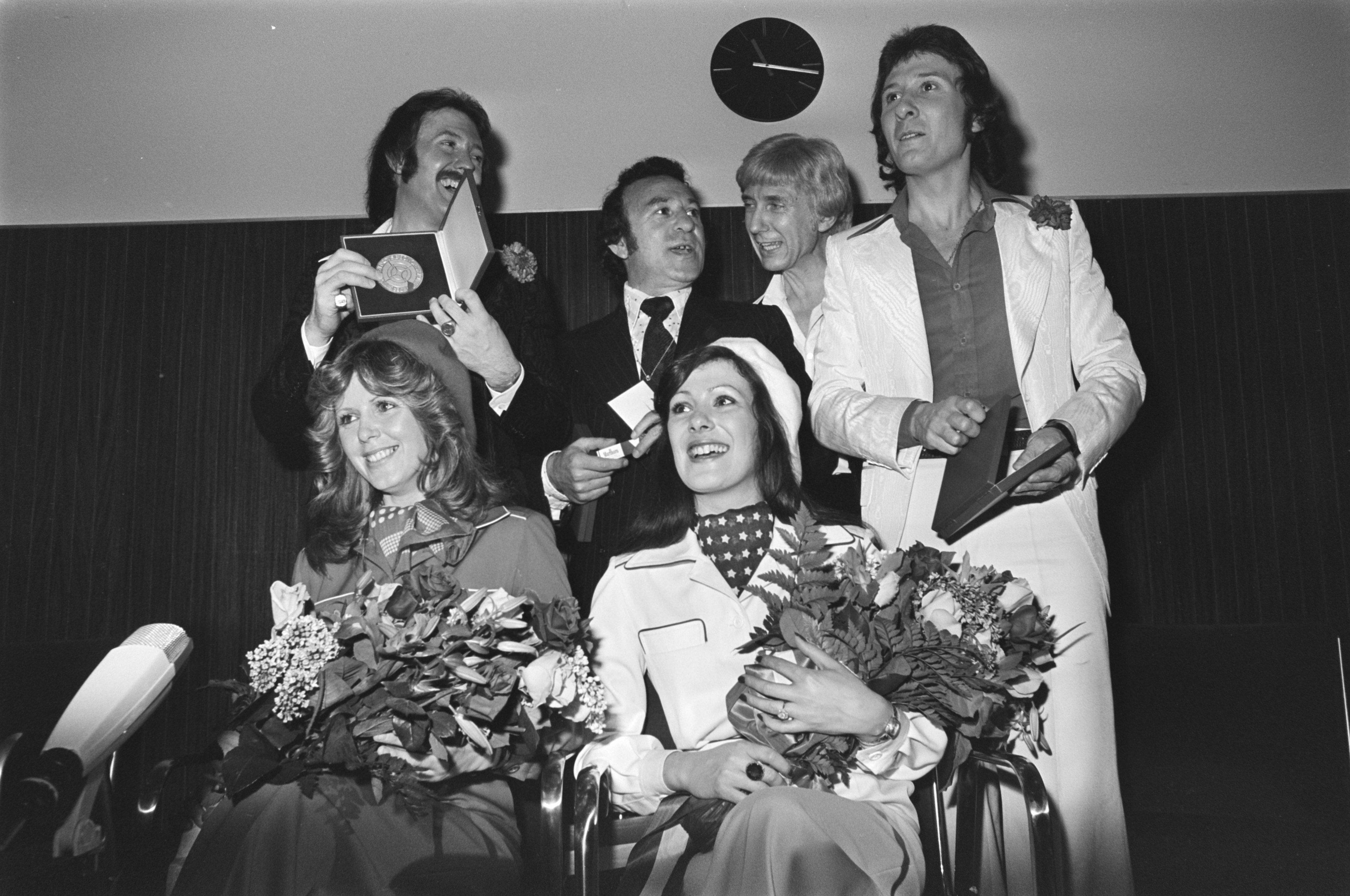
Os vencedores Brotherhood of Man
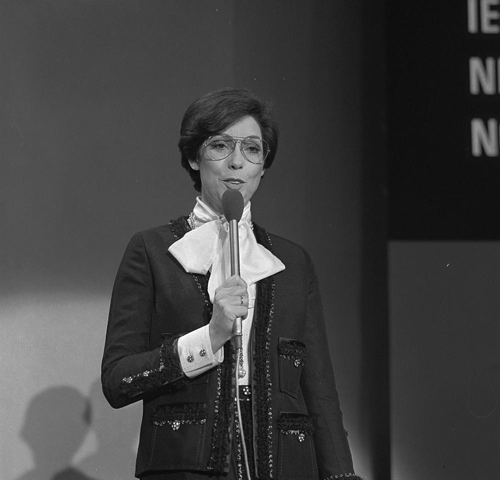
A apresentadora Corry Brokken
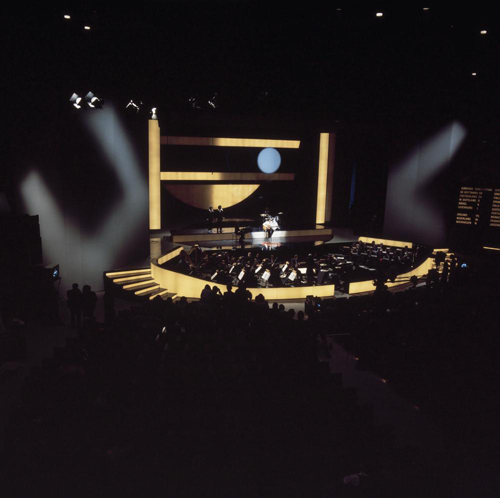
O palco, com o quadro de votações à direita

### Resultados
A ordem de votação no Festival Eurovisão da Canção 1976, foi a seguinte:

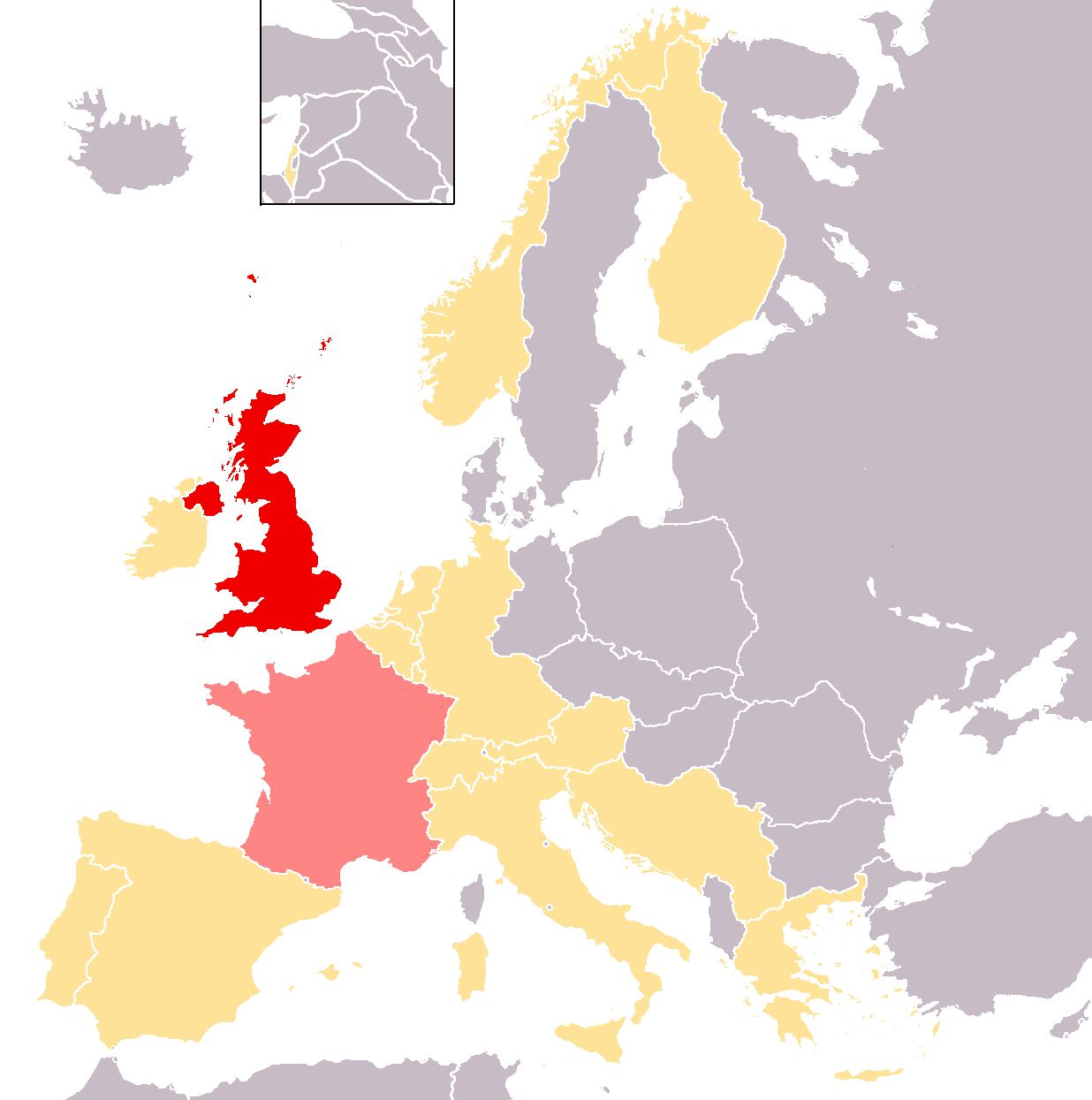
Vencedor
2º classificado
3º classificado

| Países Votantes | Países Pontuados | Países Pontuados | Países Pontuados | Países Pontuados | Países Pontuados | Países Pontuados | Países Pontuados     | Países Pontuados | Países Pontuados | Países Pontuados | Países Pontuados | Países Pontuados | Países Pontuados | Países Pontuados | Países Pontuados | Países Pontuados | Países Pontuados | Países Pontuados                              |
| --------------- | ---------------- | ---------------- | ---------------- | ---------------- | ---------------- | ---------------- | -------------------- | ---------------- | ---------------- | ---------------- | ---------------- | ---------------- | ---------------- | ---------------- | ---------------- | ---------------- | ---------------- | --------------------------------------------- |
| Países Votantes | Reino Unido      | Suíça            | Alemanha         | Israel           | Luxemburgo       | Bélgica          | República da Irlanda | Países Baixos    | Noruega          | Grécia           | Finlândia        | Espanha          | Itália           | Áustria          | Portugal         | Mónaco           | França           | República Socialista Federativa da Iugoslávia |
| Reino Unido     |                  | 12               |                  | 6                |                  | 7                | 10                   |                  |                  |                  | 2                | 3                | 1                | 4                |                  | 5                | 8                |                                               |
| Suíça           | 12               |                  | 2                | 7                |                  | 6                |                      | 4                |                  |                  |                  |                  | 8                | 3                |                  | 5                | 10               | 1                                             |
| Alemanha        | 8                | 5                |                  | 3                |                  |                  | 1                    | 4                |                  |                  | 6                |                  |                  | 10               |                  | 7                | 12               | 2                                             |
| Israel          | 12               | 4                |                  |                  |                  | 1                | 3                    | 8                |                  |                  | 6                |                  | 2                | 10               |                  | 7                | 5                |                                               |
| Luxemburgo      | 8                | 1                | 2                | 7                |                  |                  | 3                    | 4                |                  |                  |                  |                  |                  | 5                | 6                | 12               | 10               |                                               |
| Bélgica         | 12               | 7                | 1                | 5                | 6                |                  |                      | 4                |                  | 2                |                  |                  |                  | 3                |                  | 8                | 10               |                                               |
| Irlanda         | 3                | 1                |                  | 4                | 6                |                  |                      | 2                |                  |                  | 5                |                  | 12               | 10               |                  | 8                | 7                |                                               |
| Países Baixos   | 10               | 6                |                  | 2                | 5                | 4                |                      |                  | 3                |                  | 1                |                  |                  | 7                |                  | 8                | 12               |                                               |
| Noruega         | 12               | 10               |                  | 7                |                  | 6                |                      | 1                |                  |                  | 4                |                  | 3                | 2                |                  | 5                | 8                |                                               |
| Grécia          | 12               | 2                |                  |                  |                  |                  | 8                    | 7                |                  |                  |                  | 1                | 10               | 6                | 4                |                  | 5                | 3                                             |
| Finlândia       | 10               | 7                |                  | 8                |                  | 12               |                      |                  |                  | 4                |                  |                  | 6                | 5                | 1                | 2                | 3                |                                               |
| Estado espanhol | 12               | 4                | 2                | 1                |                  |                  | 5                    | 3                |                  |                  | 6                |                  |                  | 8                |                  | 7                | 10               |                                               |
| Itália          | 4                |                  |                  | 10               |                  | 8                | 12                   | 2                |                  | 5                |                  | 3                |                  |                  | 1                | 7                | 6                |                                               |
| Áustria         | 10               | 8                |                  | 6                |                  | 3                | 2                    | 4                |                  |                  | 7                |                  | 1                |                  |                  | 5                | 12               |                                               |
| Portugal        | 12               | 7                |                  | 2                |                  | 8                |                      | 6                | 4                | 1                |                  |                  | 10               |                  |                  | 3                | 5                |                                               |
| Mónaco          | 10               | 4                |                  | 1                |                  | 8                | 6                    | 2                |                  |                  | 7                | 3                |                  | 5                |                  |                  | 12               |                                               |
| França          | 7                | 6                | 2                |                  |                  | 5                | 3                    |                  |                  | 8                |                  | 1                | 10               |                  | 12               |                  |                  | 4                                             |
| Iugoslávia      | 10               | 7                | 3                | 8                |                  |                  | 1                    | 5                |                  |                  |                  |                  | 6                | 2                |                  | 4                | 12               |                                               |
| Total           | 164              | 91               | 12               | 77               | 17               | 68               | 54                   | 56               | 7                | 20               | 44               | 11               | 69               | 80               | 24               | 93               | 147              | 10                                            |
| Lugar           | 1º               | 4º               | 15º              | 6º               | 14º              | 8º               | 10º                  | 9º               | 18º              | 13º              | 11º              | 16º              | 7º               | 5º               | 12º              | 3º               | 2º               | 17º                                           |
| Países Votantes | Reino Unido      | Suíça            | Alemanha         | Israel           | Luxemburgo       | Bélgica          | República da Irlanda | Países Baixos    | Noruega          | Grécia           | Finlândia        | Espanha          | Itália           | Áustria          | Portugal         | Mónaco           | França           | República Socialista Federativa da Iugoslávia |
| Países Votantes | Países Pontuados |                  |                  |                  |                  |                  |                      |                  |                  |                  |                  |                  |                  |                  |                  |                  |                  |                                               |

| Países Votantes | Países Pontuados | Países Pontuados | Países Pontuados | Países Pontuados | Países Pontuados | Países Pontuados | Países Pontuados     | Países Pontuados | Países Pontuados | Países Pontuados | Países Pontuados | Países Pontuados | Países Pontuados | Países Pontuados | Países Pontuados | Países Pontuados | Países Pontuados | Países Pontuados                              |
| --------------- | ---------------- | ---------------- | ---------------- | ---------------- | ---------------- | ---------------- | -------------------- | ---------------- | ---------------- | ---------------- | ---------------- | ---------------- | ---------------- | ---------------- | ---------------- | ---------------- | ---------------- | --------------------------------------------- |
| Países Votantes | Reino Unido      | Suíça            | Alemanha         | Israel           | Luxemburgo       | Bélgica          | República da Irlanda | Países Baixos    | Noruega          | Grécia           | Finlândia        | Espanha          | Itália           | Áustria          | Portugal         | Mónaco           | França           | República Socialista Federativa da Iugoslávia |
| Reino Unido     | 0                | 12               | 0                | 6                | 0                | 7                | 10                   | 0                | 0                | 0                | 2                | 3                | 1                | 4                | 0                | 5                | 8                | 0                                             |
| Suíça           | 12               |                  | 2                | 13               | 0                | 13               | 10                   | 4                | 0                | 0                | 2                | 3                | 9                | 7                | 0                | 10               | 18               | 1                                             |
| Alemanha        | 20               | 17               | 2                | 16               | 0                | 13               | 11                   | 8                | 0                | 0                | 8                | 3                | 9                | 17               | 0                | 17               | 30               | 3                                             |
| Israel          | 32               | 21               | 2                | 16               | 0                | 14               | 14                   | 16               | 0                | 0                | 14               | 3                | 11               | 27               | 0                | 24               | 35               | 3                                             |
| Luxemburgo      | 40               | 22               | 4                | 23               | 0                | 14               | 17                   | 20               | 0                | 0                | 14               | 3                | 11               | 32               | 6                | 36               | 45               | 3                                             |
| Bélgica         | 52               | 29               | 5                | 28               | 6                | 14               | 17                   | 24               | 0                | 2                | 14               | 3                | 11               | 35               | 6                | 44               | 55               | 3                                             |
| Irlanda         | 55               | 30               | 5                | 32               | 12               | 14               | 17                   | 26               | 0                | 2                | 19               | 3                | 23               | 45               | 6                | 52               | 62               | 3                                             |
| Países Baixos   | 65               | 36               | 5                | 34               | 17               | 18               | 17                   | 26               | 3                | 2                | 20               | 3                | 23               | 52               | 6                | 60               | 74               | 3                                             |
| Noruega         | 77               | 46               | 5                | 41               | 17               | 24               | 17                   | 27               | 3                | 2                | 24               | 3                | 26               | 54               | 6                | 65               | 82               | 3                                             |
| Grécia          | 89               | 48               | 5                | 41               | 17               | 24               | 25                   | 34               | 3                | 2                | 24               | 4                | 36               | 60               | 10               | 65               | 87               | 6                                             |
| Finlândia       | 99               | 55               | 5                | 49               | 17               | 36               | 25                   | 34               | 3                | 6                | 24               | 4                | 42               | 65               | 11               | 67               | 90               | 6                                             |
| Estado espanhol | 111              | 59               | 7                | 50               | 17               | 36               | 30                   | 37               | 3                | 6                | 30               | 4                | 42               | 73               | 11               | 74               | 100              | 6                                             |
| Itália          | 115              | 59               | 7                | 60               | 17               | 44               | 42                   | 39               | 3                | 11               | 30               | 7                |                  | 73               | 12               | 81               | 106              | 6                                             |
| Áustria         | 125              | 67               | 7                | 66               | 17               | 47               | 44                   | 43               | 3                | 11               | 37               | 7                | 43               | 73               | 12               | 86               | 118              | 6                                             |
| Portugal        | 137              | 74               | 7                | 68               | 17               | 55               | 44                   | 49               | 7                | 12               | 37               | 7                | 53               | 73               | 12               | 89               | 123              | 6                                             |
| Mónaco          | 147              | 78               | 7                | 69               | 17               | 63               | 50                   | 51               | 7                | 12               | 44               | 10               | 53               | 78               | 12               | 89               | 135              | 6                                             |
| França          | 154              | 84               | 9                | 69               | 17               | 68               | 53                   | 51               | 7                | 20               | 44               | 11               | 63               | 78               | 24               | 89               | 135              | 10                                            |
| Iugoslávia      | 164              | 91               | 12               | 77               | 17               | 68               | 54                   | 56               | 7                | 20               | 44               | 11               | 69               | 80               | 24               | 93               | 147              | 10                                            |
| Lugar           | 1º               | 4º               | 15º              | 6º               | 14º              | 8º               | 10º                  | 9º               | 18º              | 13º              | 11º              | 16º              | 7º               | 5º               | 12º              | 3º               | 2º               | 17º                                           |
| Países Votantes | Reino Unido      | Suíça            | Alemanha         | Israel           | Luxemburgo       | Bélgica          | República da Irlanda | Países Baixos    | Noruega          | Grécia           | Finlândia        | Espanha          | Itália           | Áustria          | Portugal         | Mónaco           | França           | República Socialista Federativa da Iugoslávia |
| Países Votantes | Países Pontuados |                  |                  |                  |                  |                  |                      |                  |                  |                  |                  |                  |                  |                  |                  |                  |                  |                                               |

#### 12 pontos
Os países que receberam 12 pontos foram os seguintes:
| # | Países Pontuados | Países Votantes                                            |
| - | ---------------- | ---------------------------------------------------------- |
| 7 | Reino Unido      | Bélgica, Espanha, Grécia, Israel, Noruega, Portugal, Suíça |
| 5 | França           | Alemanha, Áustria, Jugoslávia, Mónaco, Países Baixos       |
| 1 | Bélgica          | Finlândia                                                  |
| 1 | Itália           | Irlanda                                                    |
| 1 | Irlanda          | Itália                                                     |
| 1 | Mónaco           | Luxemburgo                                                 |
| 1 | Portugal         | França                                                     |
| 1 | Suíça            | Reino Unido                                                |

### Maestros
Em baixo encontra-se a lista de maestros que conduziram a orquestra, na respectiva actuação de cada país concorrente.
| País              | Maestro             |
| ----------------- | ------------------- |
| Reino Unido       | Alyn Ainsworth      |
| Suíça             | Mario Robbiani      |
| Alemanha          | Les Humphries       |
| Israel            | Matti Caspi         |
| Luxemburgo        | Jo Plée             |
| Bélgica           | Michel Bernholc     |
| Irlanda           | Noel Kelehan        |
| Países Baixos     | Harry van Hoof      |
| Noruega           | Frode Thingnæs      |
| Grécia            | Michalis Rozakis    |
| Finlândia         | Ossi Runne          |
| Estado espanhol   | Juan Barcons        |
| Itália            | Maurizio Fabrizio   |
| Áustria           | Erich Kleinschuster |
| Portugal          | Thilo Krasmann      |
| Mónaco            | Raymond Donnez      |
| França            | Tony Rallo          |
| Iugoslávia        | Esad Arnautalić     |
| Maestro anfitrião | Jan Steulen         |

## Artistas repetentes
Em 1976, os repetentes foram:
| País (1976)   | Foto     | Artista           | Ano Anterior                             | País Representado       | Canção                           | Tradução                         | Pontuação | Classificação |
| ------------- | -------- | ----------------- | ---------------------------------------- | ----------------------- | -------------------------------- | -------------------------------- | --------- | ------------- |
| Finlândia     |          | Fredi             | ESC 1967                                 | Finlândia               | "Varjoon - suojaan"              | Para a sombra - para segurança   | 3         | 12º           |
| Suíça         |          | Peter, Sue & Marc | ESC 1971                                 | Suíça                   | "Les illusions de nos vingt ans" | As ilusões dos nossos vinte anos | 78        | 12º           |
| Países Baixos |          | Sandra Reemer     | ESC 1972 (com Andres)                    | Países Baixos           | "Als het om de liefde gaat"      | Quando tudo sobre amor           | 106       | 4º            |
| Noruega       |          | Anne-Karine Strøm | ESC 1973 (como parte dos Bendik Singers) | Noruega                 | "It's Just a Game"               | Isto é apenas um jogo            | 89        | 7º            |
| Noruega       | ESC 1974 | Anne-Karine Strøm | Noruega                                  | "The First Day of Love" | O primeiro dia de amor           | 3                                | 14º       |               |